# Batalla del Bug meridional
La batalla del Bug meridional ocurrió cerca de las orillas del río Bug meridional, en la actual Ucrania en 896. El resultado fue una gran victoria búlgara que obligó a los magiares a abandonar para siempre las estepas del sur de Ucrania y a establecer el Reino de Hungría un centenar de años más tarde.

## Orígenes del conflicto
En 894 estalló una guerra entre Bulgaria y Bizancio cuando el emperador bizantino León VI trasladó el comercio de las mercancías búlgaras de Constantinopla a Solun, lo que significaba que los mercaderes búlgaros tenían que pagar impuestos más altos. Ese mismo año Simeón I derrotó a los bizantinos cerca de Adrianópolis y volvieron a usar su viejo método en este tipo de situaciones: sobornaron a los magiares para que atacaran desde el noreste a Bulgaria. En 895 cruzaron el Danubio y obtuvieron la victoria sobre los búlgaros en dos ocasiones. Simeón I se retiró a Drastar, que defendió con éxito. En 896 persuadió a los pechenegos para ayudarlo y, aunque los magiares peleaban con ellos hacia el este, él y su padre Boris I -que abandonó el monasterio para esta ocasión- reclutaron un enorme ejército y marcharon hacia la frontera nororiental del país.

## La batalla
Simeón I ordenó tres días de ayuno, diciendo que los soldados deben arrepentirse de sus pecados y buscar ayuda en Dios. Una vez hecho esto, la batalla comenzó. Fue inusualmente larga y feroz, pero al final los búlgaros salieron victoriosos.

## Consecuencias
La victoria permitió a Simeón liderar a sus tropas hacia el sur, donde derrotó decisivamente a los bizantinos en la batalla de Bulgarófigo. Después de esto se firmó una paz que resolvió los problemas económicos a favor de los búlgaros, y Bizancio cedió el territorio entre las montañas de Strandzha y el mar Negro a Bulgaria. A los magiares les tomó cerca de 4 años recuperarse plenamente de la derrota.